# Austin Gipsy
Zawartość tej strony może naruszać prawa autorskie.
Tekst źródłowy prawdopodobnie pochodzi z:
1. Nie usuwaj tego szablonu. Zostanie on usunięty, jeżeli prawa autorskie tego artykułu zostaną wyjaśnione.
2. Jeżeli potrafisz, napisz artykuł tak, aby nie naruszał praw autorskich.
3. Jeżeli masz prawa autorskie do tej treści lub masz zgodę na publikację zgodną z naszą licencją, prosimy, napisz o tym na stronie dyskusji tego artykułu i na stronie Wikipedia:Lista NPA oraz zastosuj procedurę zamieszczania haseł wcześniej opublikowanych.
4. Artykuł zostanie usunięty, jeżeli status praw autorskich do zawartych w nim treści nie zostanie wyjaśniony.

Powielanie materiałów chronionych prawami autorskimi – bez zezwolenia właściciela tych praw – jest pogwałceniem obowiązującego prawa, jest też sprzeczne z ustaleniami Wikipedii. Osobom, które regularnie wstawiają takie materiały, może zostać odebrane uprawnienie edytowania Wikipedii.
Austin Gipsy – lekki samochód terenowy produkowany przez brytyjską firmę Austin Motor Company w latach 1958-1967. Do napędu samochodu używano jednego z dwóch silników: benzynowego A70 o pojemności 2,2 litra (62 KM przy 4100 obr./min.), lub diesla A90 o pojemności 2,2 litra (55 KM przy 3000 obr./min.). Moment obrotowy przenoszony był na oś tylną poprzez 4-biegową manualną skrzynię biegów.

## Historia
Samochód Austin Gipsy powstał w celu zaspokojenia - obok Land Rovera - coraz większego zapotrzebowania na lekkie pojazdy terenowe zarówno cywilne, jak i wojskowe. 
Gipsy miał zawieszenie kół na wahaczach z gumowymi sprężynami Flexitor z szerokich rur zamocowanych do ramy i skręcających się przy ruchach wahaczy. Mechanizmy różnicowe zamontowano na spodzie podwozia. Zastosowanie gumowych sprężyn powoduje zmniejszenie prześwitu przy dużym odciążeniu, co mogło doprowadzić do uszkodzenia mechanizmu różnicowego podczas jazdy po nierównościach przez niedoświadczonego kierowcę. Ponadto reputację samochodu szybko zepsuła podatność na korozję, w efekcie czego do dziś przetrwało jedynie kilka egzemplarzy.
W sumie wyprodukowano 21 208 egzemplarzy tego samochodu.